# الضرائب في الإمارات العربية المتحدة
الإمارات العربية المتحدة هي دولة اتحادية من سبع إمارات تم إصدار مرسوم ضريبة الدخل على المستوى الاتحادي في 3 أكتوبر 2022 بمعدل قياسي 9% على المؤسسات التي يتجاوز دخلها 375000 درهم اماراتي ويبدأ تطبيق الضريبة اعتباراً من يونيو 2023. وطبقت حكومة الإمارات العربية المتحدة ضريبة القيمة المضافة (VAT) في الدولة اعتبارًا من 1 يناير 2018 بمعدل قياسي قدره 5٪.  

## معايير التسجيل
يجب أن يسجل النشاط التجاري ضريبة القيمة المضافة إذا تجاوزت التوريدات والواردات الخاضعة للضريبة حد التسجيل الإلزامي 375،000 درهم إماراتي. علاوة على ذلك ، قد تختار المؤسسة التسجيل في ضريبة القيمة المضافة طوعًا إذا كانت إمداداتها ووارداتها أقل من الحد الأدنى للتسجيل الإلزامي ، ولكنها تتجاوز حد التسجيل الطوعي البالغ 187،500 درهم. وبالمثل ، قد تسجل المؤسسة طوعًا إذا تجاوزت نفقاتها حد التسجيل الطوعي. تم تصميم هذه الفرصة الأخيرة للتسجيل طوعًا لتمكين الشركات الناشئة التي ليس لديها رقم أعمال للتسجيل في ضريبة القيمة المضافة. 

## بنود ضريبة القيمة المضافة الصفرية
سيتم فرض ضريبة القيمة المضافة بنسبة 0٪ فيما يتعلق بفئات التوريدات الرئيسية التالية: 
- صادرات السلع والخدمات خارج دول مجلس التعاون.[5]
- النقل الدولي واللوازم ذات الصلة ؛
- توريد بعض وسائل النقل البحرية والجوية والبرية (مثل الطائرات والسفن) ؛
- بعض المعادن الثمينة من الدرجة الاستثمارية (مثل الذهب والفضة بنسبة نقاء 99٪) ؛
- العقارات السكنية المبنية حديثًا ، والتي يتم توفيرها لأول مرة في غضون 3 سنوات من بنائها ؛
- توفير خدمات تعليمية معينة وتوريد السلع والخدمات ذات الصلة ؛
- توريد بعض خدمات الرعاية الصحية وتوريد السلع والخدمات ذات الصلة